# McCarran Internal Security Act

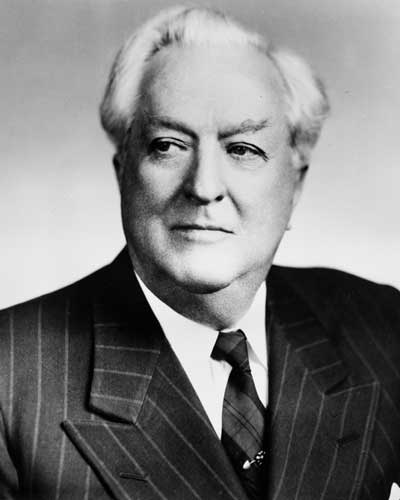
Pat McCarran.

L’Internal Security Act (Public Law 81-831), aussi connue par les titres de Subversive Activities Control Act of 1950 et de McCarran Act, est une loi du gouvernement fédéral américain mise en vigueur en 1950, au début du maccarthysme. Le Congrès des États-Unis a voté en faveur de sa mise en vigueur, et surpasse le veto du président Harry S. Truman.

## Description
Ses titres officiels étaient « I: Subversive Activities Control » et  « II: Emergency Detention » ou « Subversive Activities Control Act » et « Emergency Detention Act of 1950 ». Elle est familièrement appelée « McCarran Act » en l'honneur de son parrain principal, le sénateur démocrate du Nevada Pat McCarran.
Cette loi exige que les organisations communistes en activité sur le sol américain s'enregistrent auprès du procureur général des États-Unis. Elle établit le Subversive Activities Control Board (en) (Conseil de surveillance des activités subversives), chargé d'enquêter sur les personnes soupçonnées de participer à des activités subversives ou qui font la promotion d'une dictature totalitaire, qu'elle soit fasciste ou communiste. La citoyenneté des adhérents étrangers à ces groupes était refusée ; dans certains cas, il leur était interdit d'entrer ou de sortir du pays. Les citoyens en violation de cette loi pouvait voir leur citoyenneté annulée en moins de cinq ans. 
La loi comprend aussi un statut sur la détention d'urgence, donnant au président des États-Unis l'autorité de faire arrêter et emprisonner « toute personne pour laquelle il existe un soupçon raisonnable de croire que ladite personne va probablement s'engager ou conspirer avec d'autres pour accomplir des actes d'espionnage ou de sabotage »,.
La loi rend illégale toute manifestation devant une cour judiciaire fédérale si elle vise à obstruer le système judiciaire ou influencer les jurés ou tout autre participant à un procès.
Le président des États-Unis Harry S. Truman oppose son veto à ce projet de loi le 22 septembre 1950. Il envoie au Congrès des États-Unis un long message dans lequel il critique plusieurs aspects du projet de loi : « le plus grand danger envers les libertés d'expression, de presse et de réunion depuis les Alien and Sedition Laws de 1798 […] moquerie de la Déclaration des droits […] grand pas vers le totalitarisme »,,.
La Cour suprême annule plusieurs dispositions du texte qui viole le premier et le cinquième amendement de la Constitution.

### Citations originales
1. ↑  (en) « each person as to whom there is a reasonable ground to believe that such person probably will engage in, or probably will conspire with others to engage in, acts of espionage or sabotage »
2. ↑  (en) « the greatest danger to freedom of speech, press, and assembly since the Alien and Sedition Laws of 1798 […] mockery of the Bill of Rights […] long step toward totalitarianism »